# Moritz von Schwind
Moritz von Schwind (21. ledna 1804 Vídeň – 8. února 1871 Pöcking) byl rakouský malíř 19. století, představitel biedermeieru. Byl malířem, grafikem, ale i freskařem a navrhoval kostelní obrazy. Již roku 1821 vstoupil na vídeňskou akademii, kde jej Ludwig Ferdinand Schnorr von Carolsfeld seznámil s pracemi nazarénů. V té době hlavně ilustroval. Ovlivnil jej Peter von Cornelius. V roce 1847 se stal profesorem na mnichovské akademii.

## Dílo

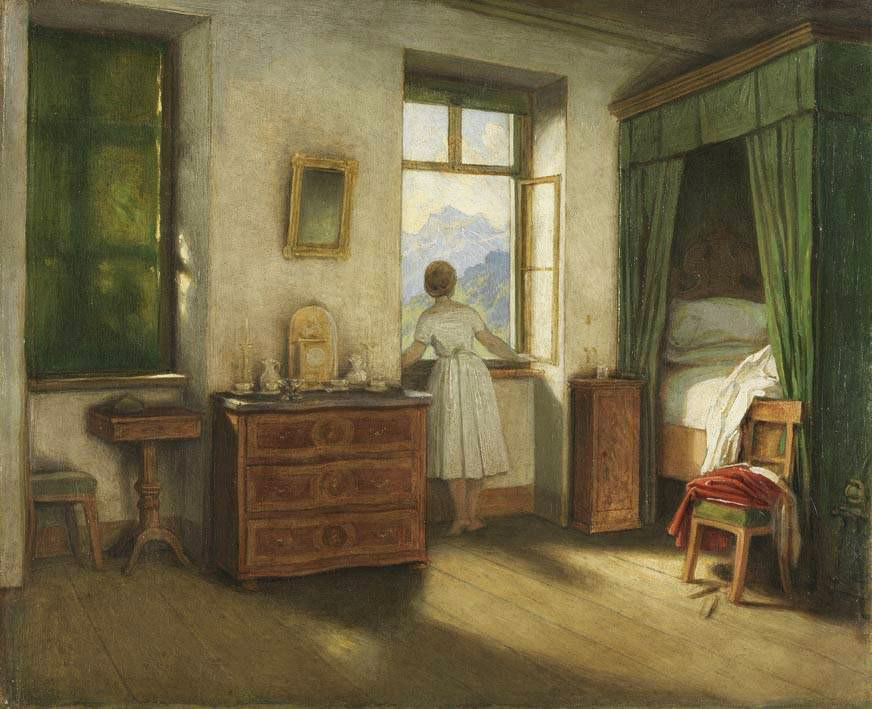
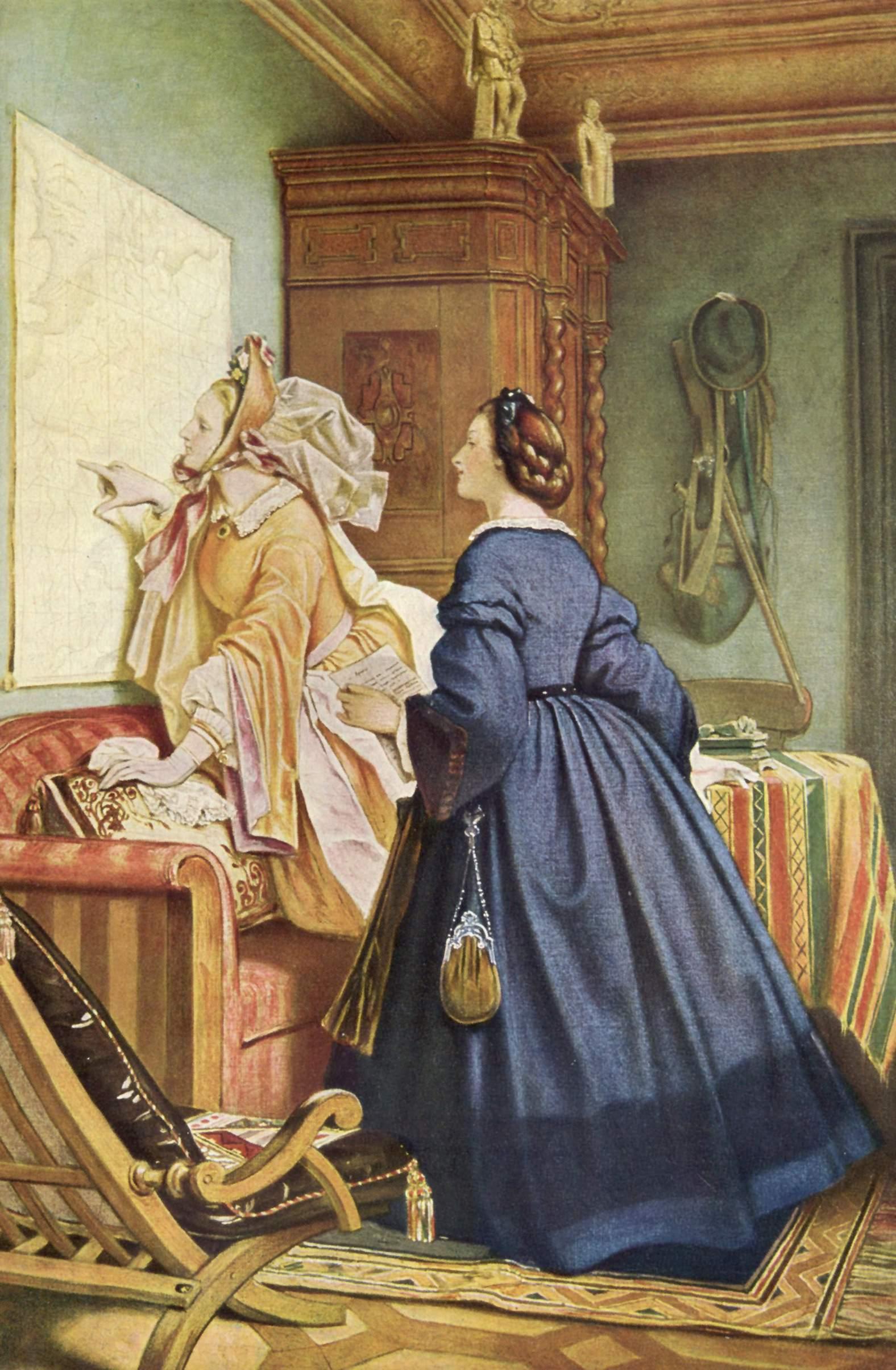
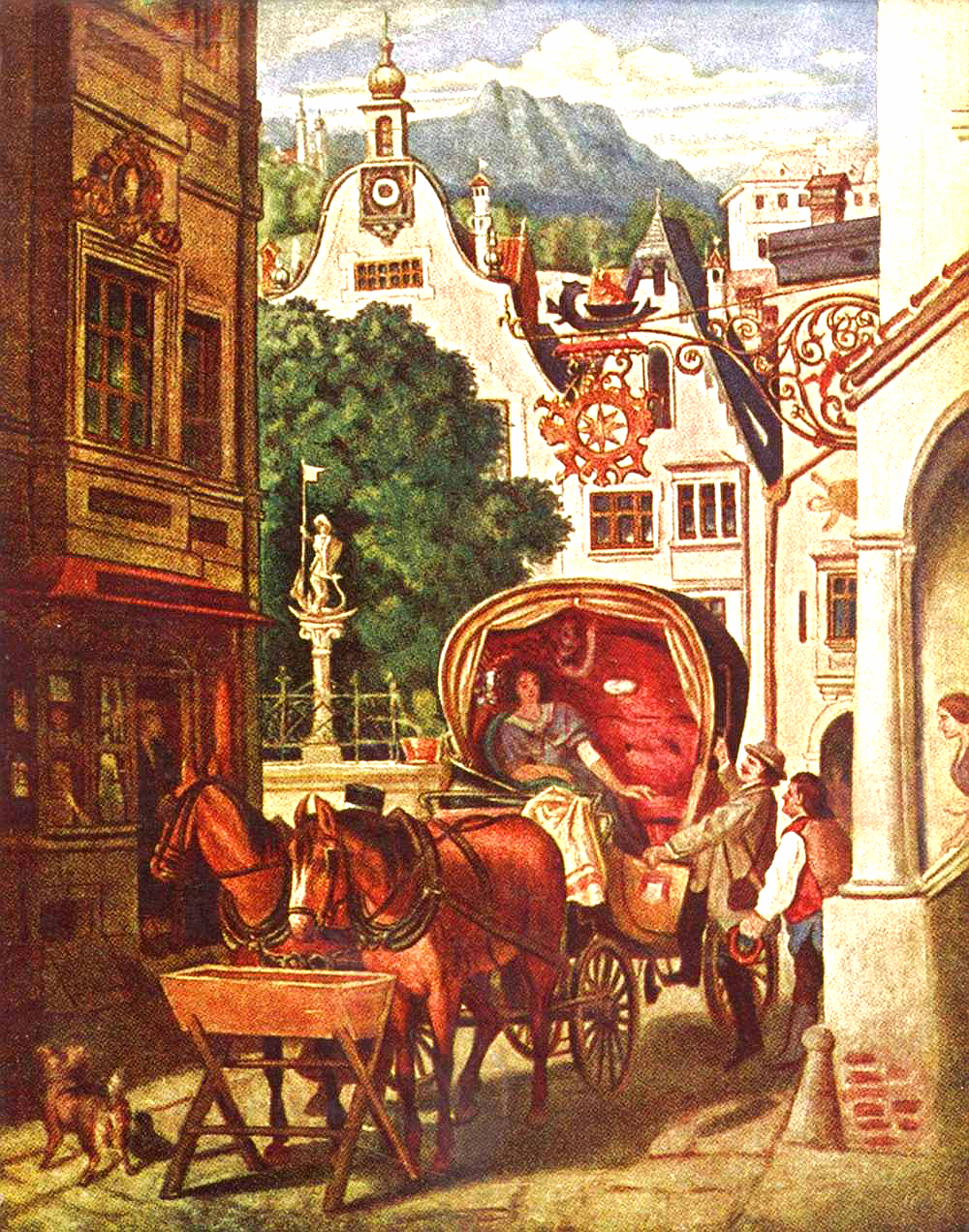
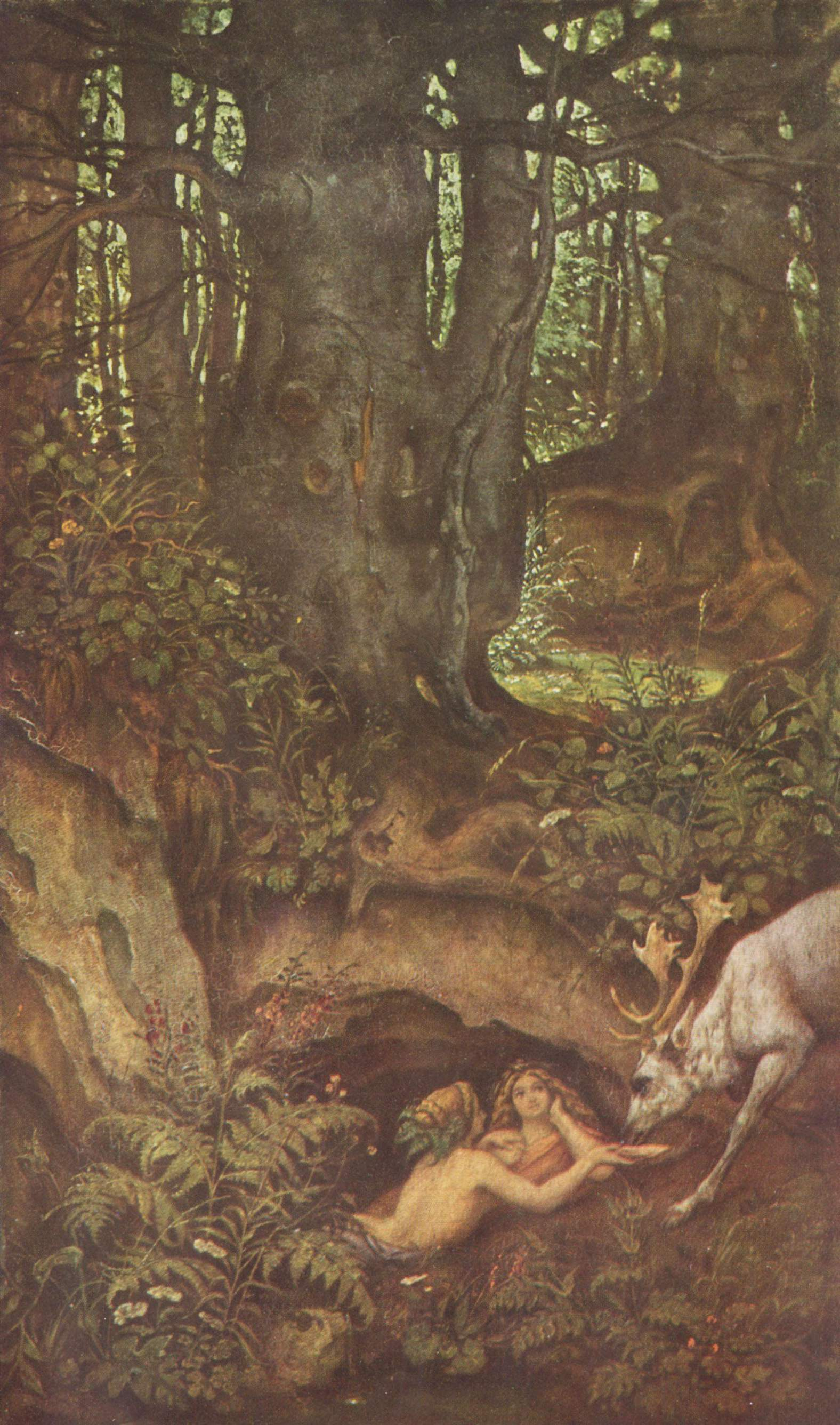
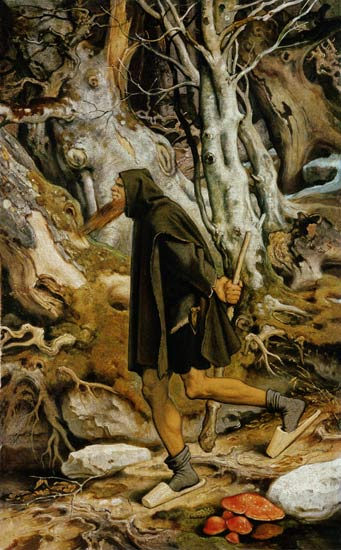
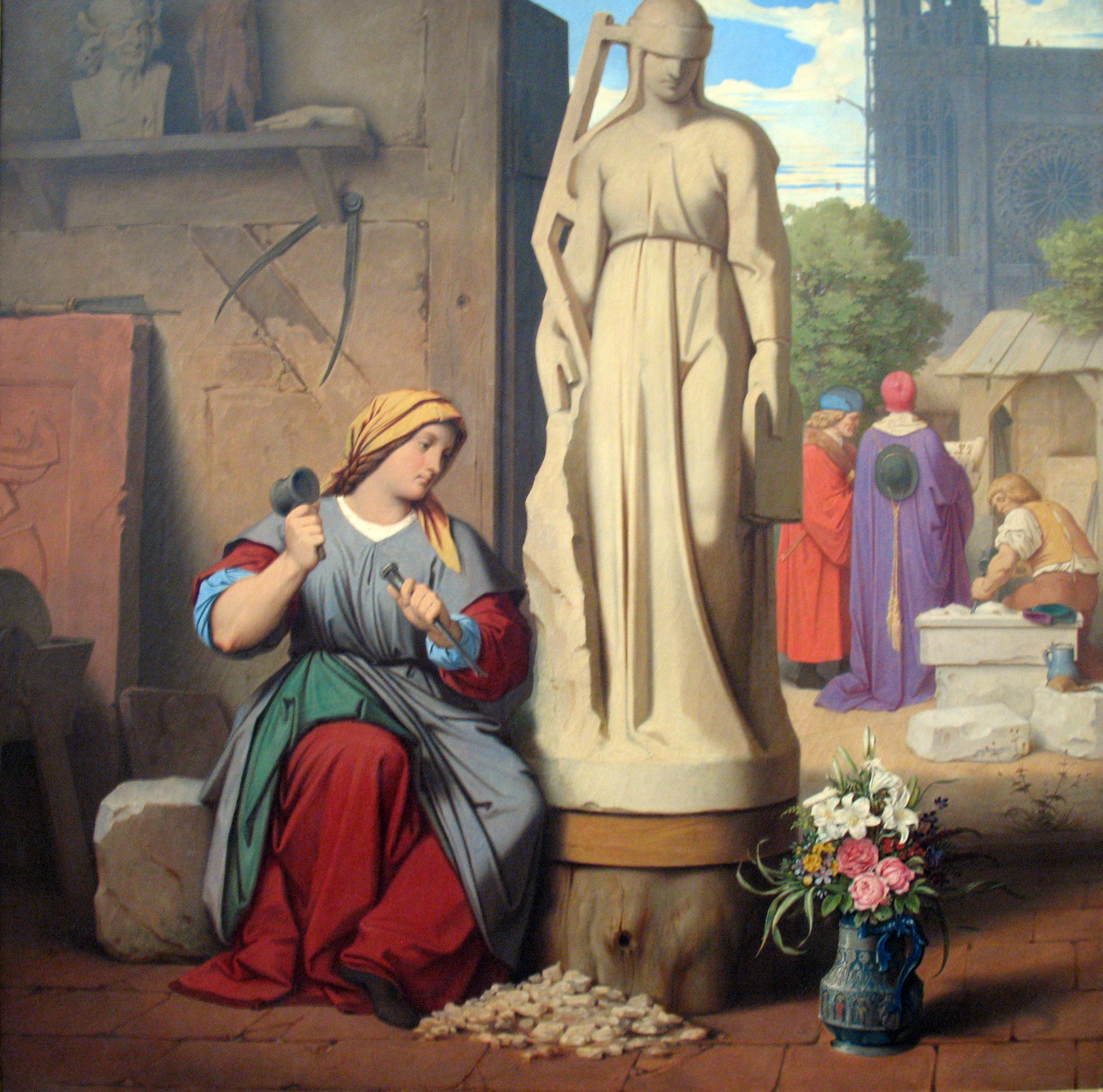
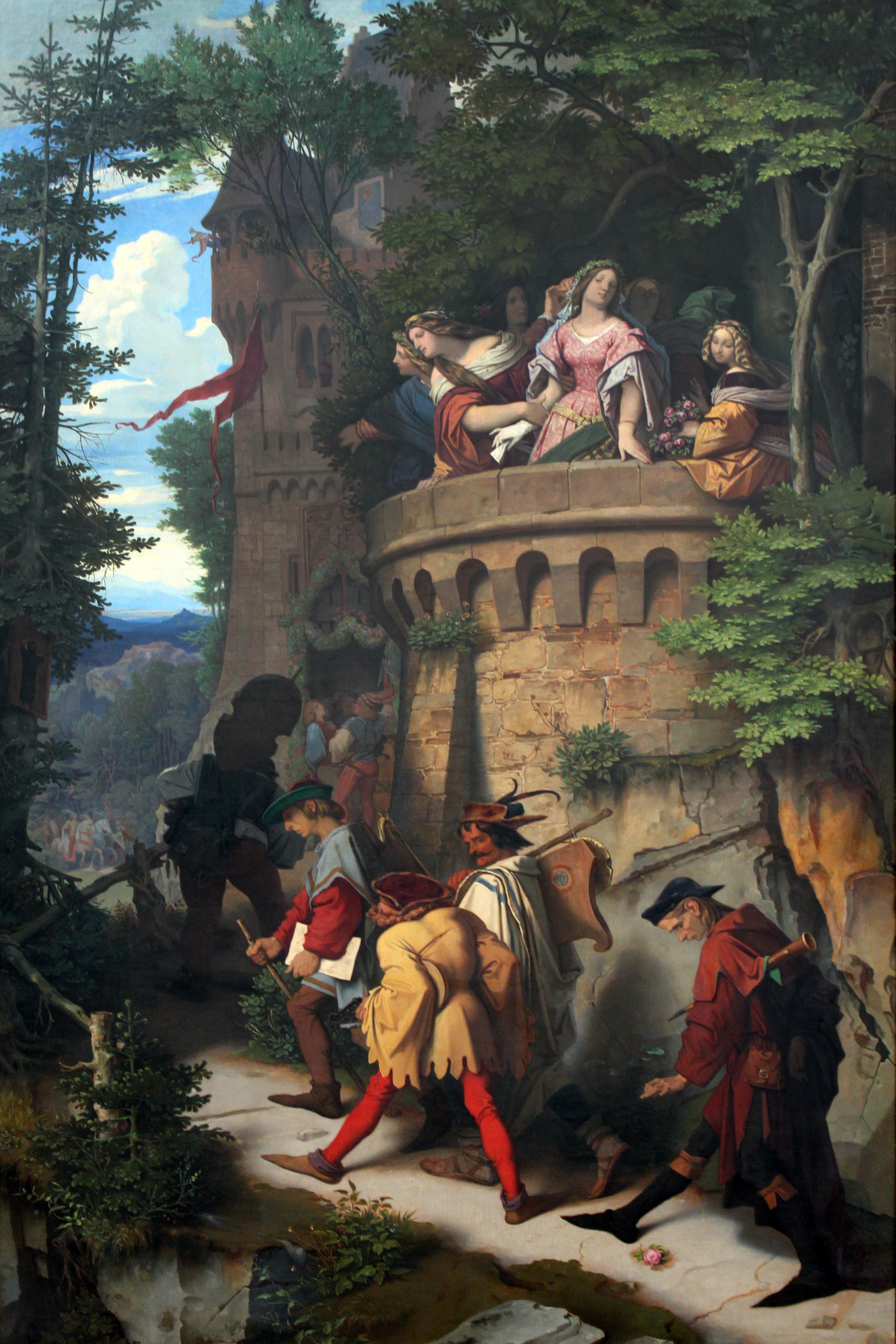
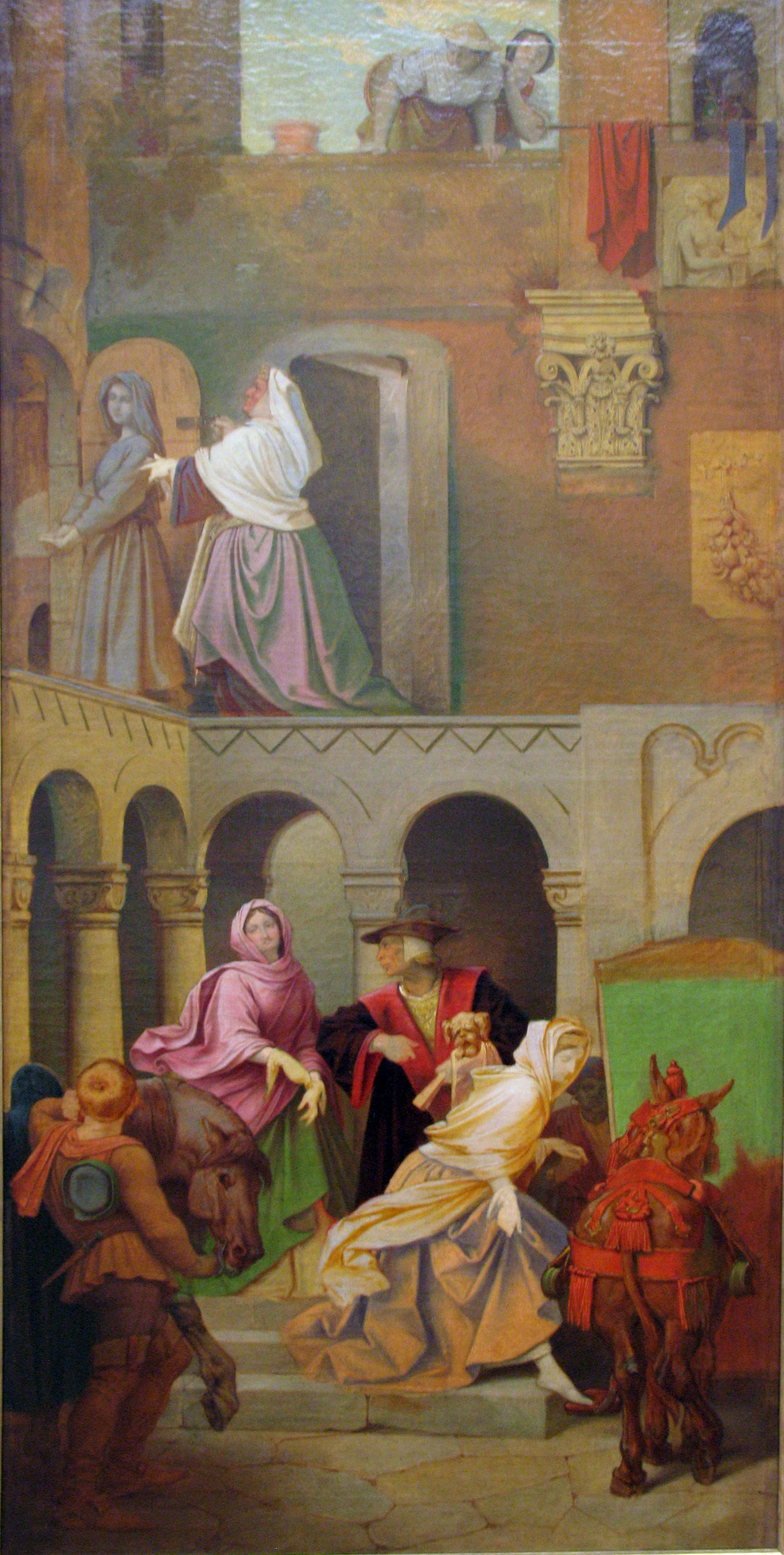
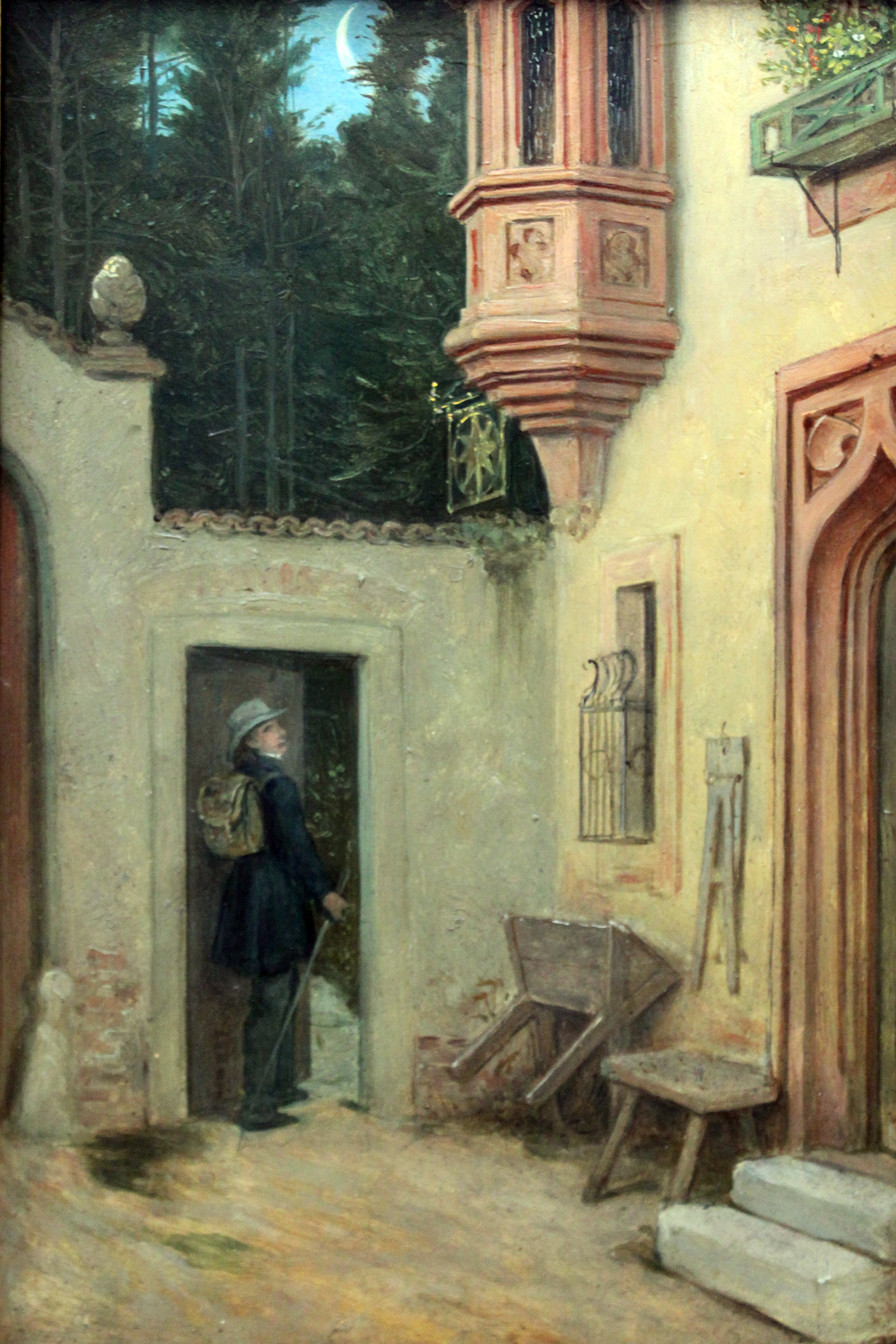
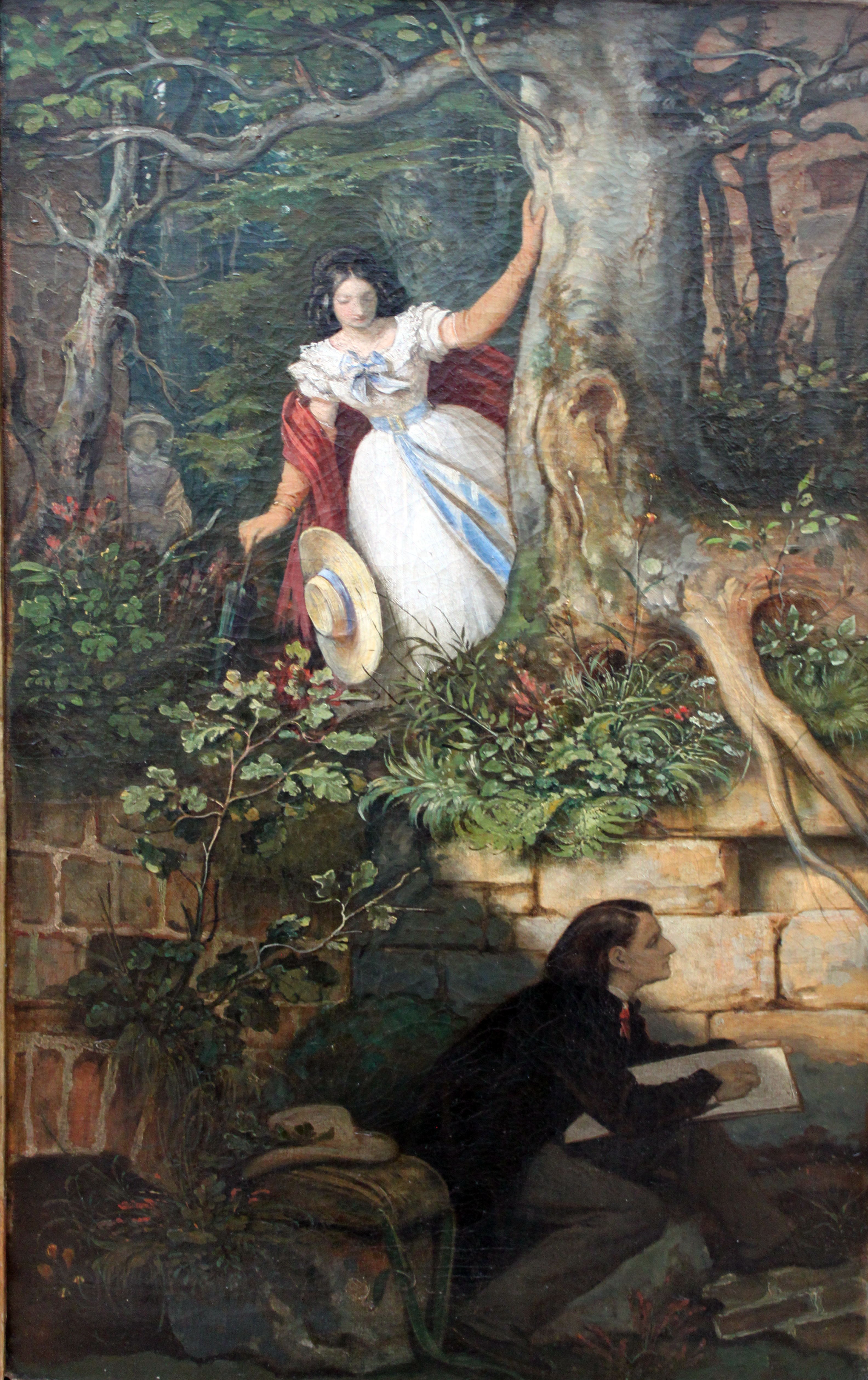